# Korskrank

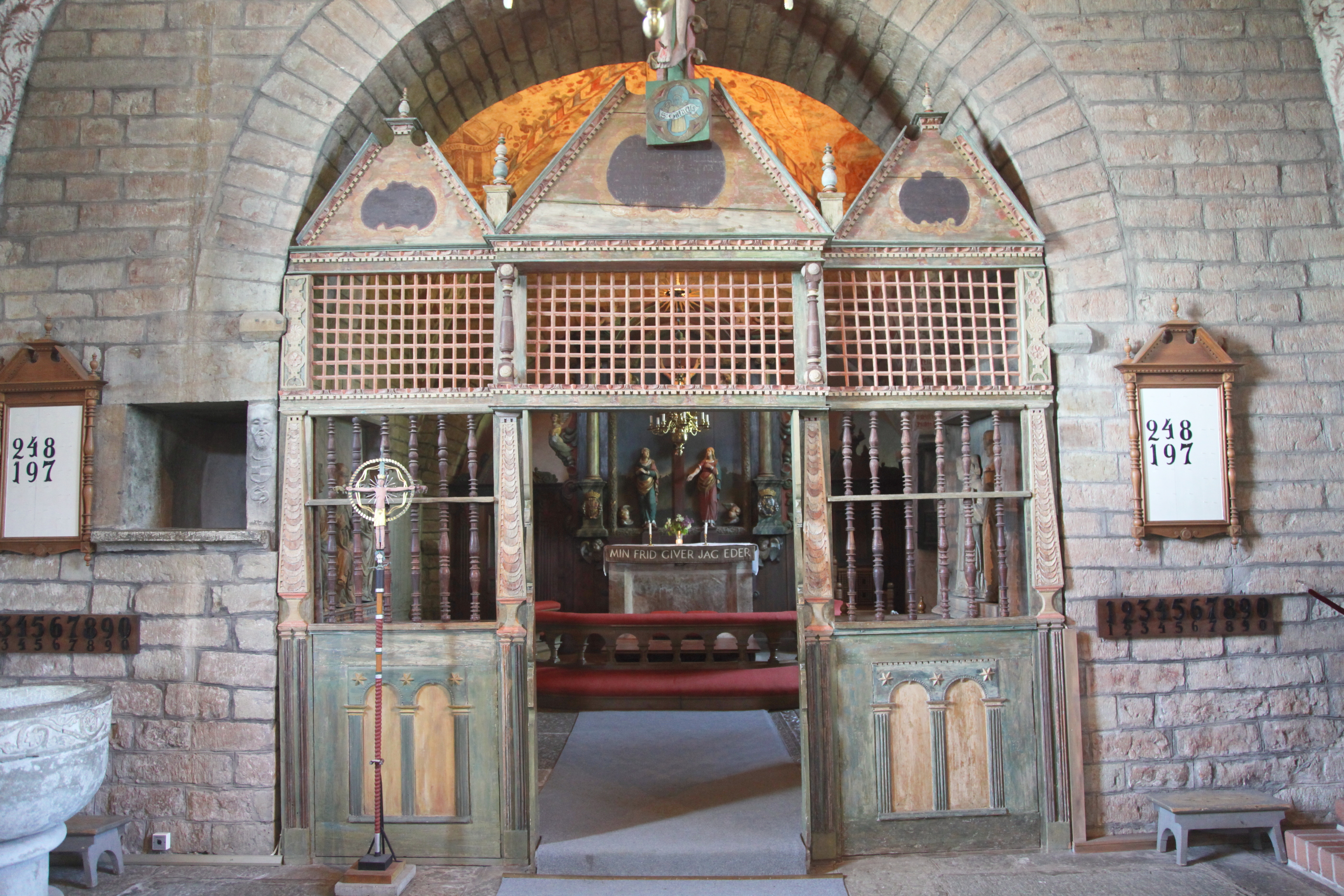
Korskranket i Husaby kyrka, Västergötland

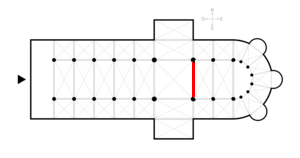
Korskrank i en korskyrka.

Ett korskrank (lat. cancelli)  är ett gallerverk eller annan avgränsning mellan kor och församlingsrum (till exempel långhus) i en kyrka. Korskrank i Sverige och Finland har ofta varit försedda med grindar och prydda av pyramider. I de spanska katedralerna är korskranken höga staket av smidesjärn.
Korskranket är icke att förväxla med altarskranket eller altarringen, det vill säga det för nattvardsgästerna i den protestantiska kyrkan avsedda knäfallet vid altaret.

## Galleri

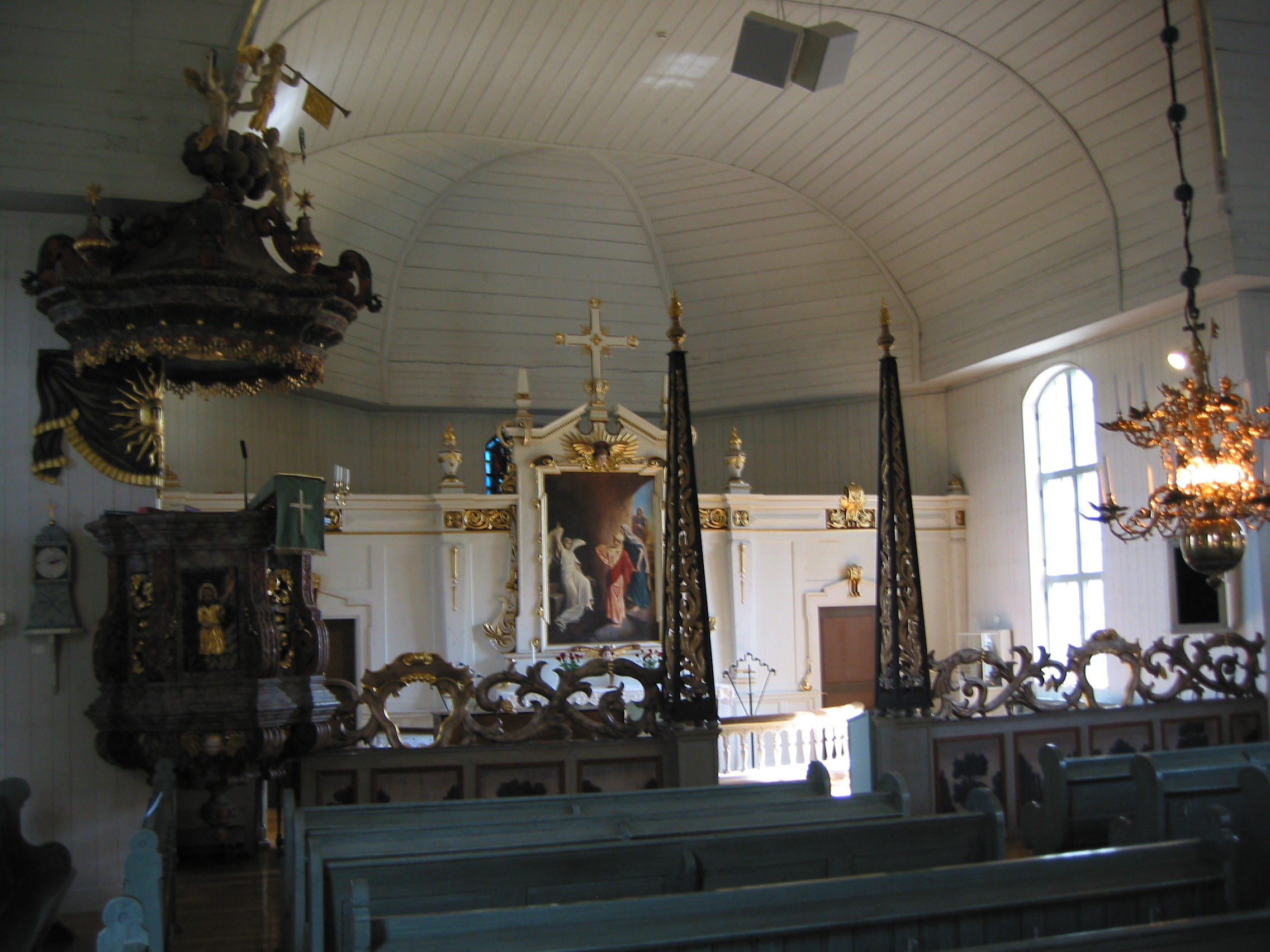
Korskranket i Övertorneå kyrka, snidat av Hans Biskop
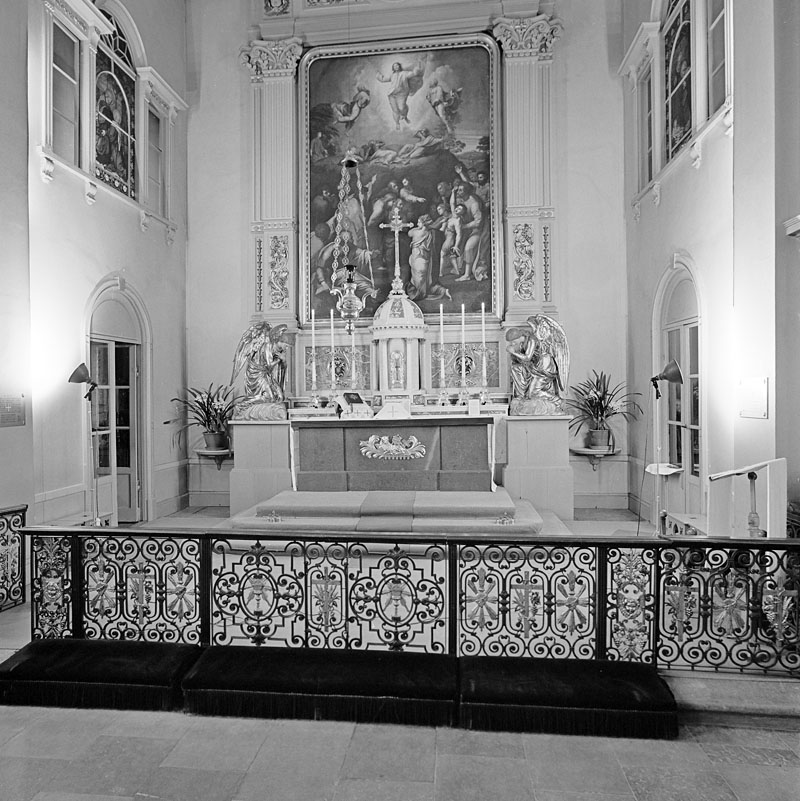
Lågt korskrank i järnsmide, i katolska numera rivna Eugeniakapellet, Stockholm
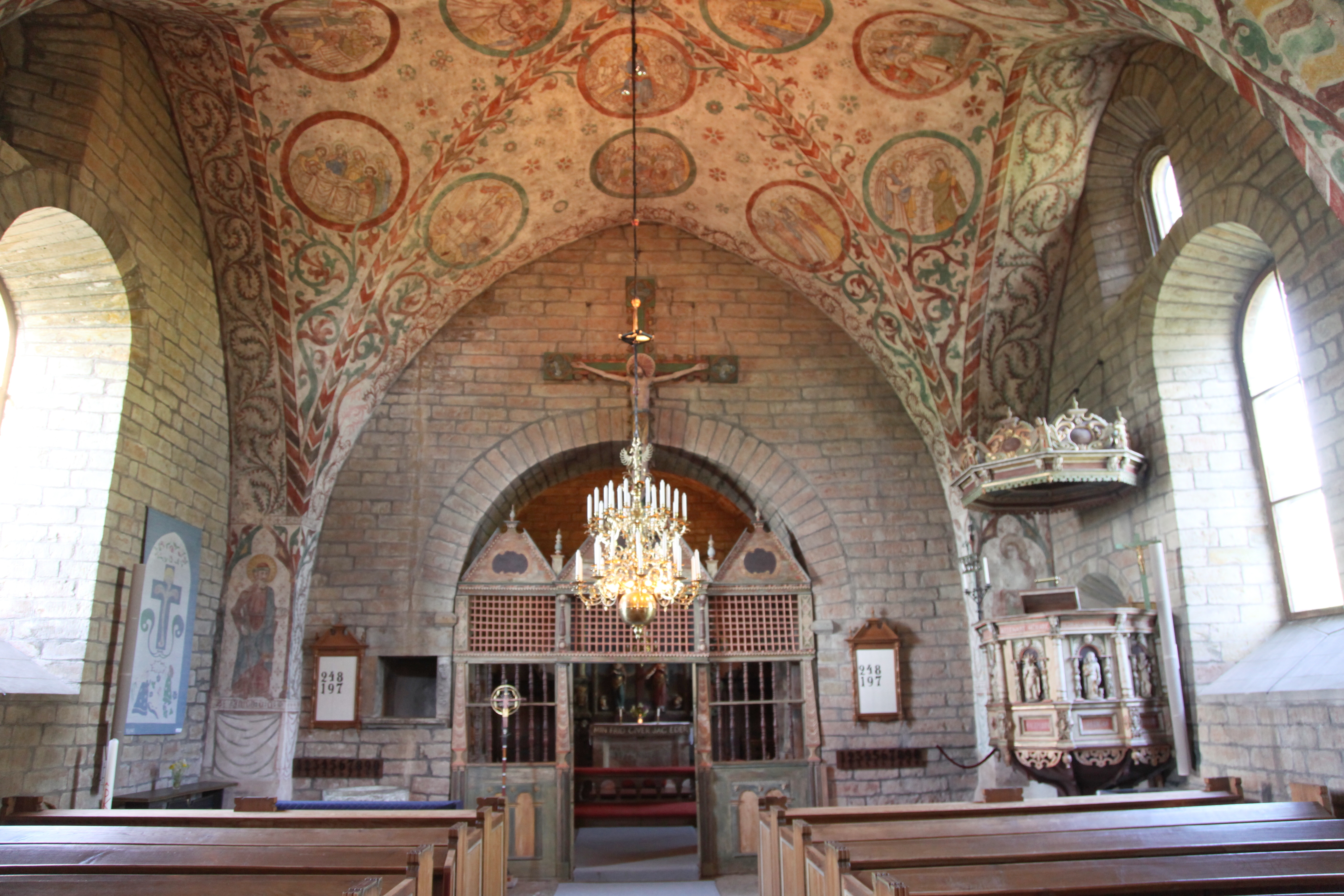
Husaby kyrka. Korskranket under korbågen, och ovanför ett krucifix